# Protectorat de Malte
1800–1813
Entités précédentes :
- Occupation française de Malte
- Nation gozitaine

Entités suivantes :
- Colonie de Malte

Le protectorat de Malte (italien : Protettorato di Malta, maltais : Protettorat ta' Malta), était le terme politique utilisé pour désigner Malte lorsque celle-ci faisait officiellement partie du royaume de Sicile mais était sous protection britannique. Ce protectorat s'est produit entre la reddition des troupes d'occupation françaises de Claude-Henri Belgrand de Vaubois aux troupes britanniques d'Alexander Ball le 4 septembre 1800, et la transformation des îles en une colonie de la Couronne en 1813 qui est confirmée par le traité de Paris en 1814.